# Fefa Vila
Fefa Vila Núñez (nascida em Laza, 1968) é uma socióloga e escritora espanhola.

## Biografia
Licenciada em Ciências Políticas e Sociologia pela Universidade Complutense de Madrid. Posteriormente, completou sua formação na Universidade de Utrecht, na Universidade de Manchester e na Universidade de Santa Cruz, na Califórnia.
É professora de Sociologia na Universidade Complutense desde 2008, e trabalhou na coordenação de  projetos europeus e  investigação social  para a Fundação FOREM, que era vinculada ao sindicato Comissões Operárias até 2017. Atualmente compartilha sua atividade docente na UCM com a criação, a pesquisa e a curadoria independente sobre políticas sexuais e práticas culturais dissidentes.
Além disso, foi impulsionadora do coletivo lésbico LSD, que, junto com La Radical Gai, foram grupos de referência na introdução dos debates e das práticas ativistas queer/cuir na Espanha, mais especificamente em Madri, na década de 90. A partir desse momento, inicia uma trajetória ativista e de reivindicação feminista queer-bollera lésbica. “Reformular a dor em potência política e alegria fazia parte de La Radical Gai e do LSD. (...) LSD e La Radi surgem em um momento de diferenciação e de necessidade de pensar a política, as alianças políticas e as formas políticas de um modo diferente; de inventar outra linguagem política. E eu acho que redefinimos o artístico. Embora se pense que é o contrário, são os movimentos sociais que redefinem a arte a partir desse momento.” O coletivo funcionou em Madri na década de 1990, de 1993 a 1998. Também colaborou com o grupo de trabalho queer GtQ-Mad na publicação do livro O eixo do mal é heterossexual: ficções e discursos feministas e queer, do qual foi coeditora.

## Obra
- O Livro do Bom ∀mor. Sexualidades raras e políticas estranhas. Prefeitura de Madri. ISBN 978-84-7812-815-0. Editora e coautora com Javier Sáez del Álamo. (2019)
- O eixo do mal é heterossexual: ficções e discursos feministas e queer. Editora Traficantes de Sueños. Madri, 2005.